# Michelle Ford
Pour les articles homonymes, voir Ford (homonymie).
Michelle Jan Ford, née le 15 juillet 1962 à Sydney, est une nageuse australienne, spécialiste des courses de nage libre et de papillon.

## Carrière
Michelle Ford est championne olympique de 800 mètres nage libre et médaillée de bronze de 200 mètres papillon aux Jeux olympiques de 1980 à Moscou. 
Elle intègre l'International Swimming Hall of Fame en 1994.